# Tubulipora aperta
Tubulipora aperta är en mossdjursart som beskrevs av Harmer 1898. Tubulipora aperta ingår i släktet Tubulipora, och familjen Tubuliporidae. Arten är reproducerande i Sverige. Inga underarter finns listade i Catalogue of Life.